# Маленкін Андрій Сергійович
Андрій Сергійович Маленкін (1906, село Іловіца, тепер Рогнединського району Брянської області, Росія — вересень 1994, місто Київ) — український радянський і компартійний діяч, депутат Верховної Ради СРСР 4—5-го скликань, депутат Верховної Ради УРСР 3-го, 7—8-го скликань. Член ЦК КПУ в 1952—1976 роках.

## Біографія
Народився у родині робітника. Батько працював робітником металургійного заводу в Катеринославі. Андрій Маленкін закінчив сільську школу. З дванадцятирічного віку наймитував, був пастухом.
У 1925—1928 роках — підручний слюсаря на заводі імені Петровського у місті Дніпропетровську. Одночасно закінчив Дніпропетровську вечірню школу робітничої молоді II-го ступеня.
Член ВКП(б) з 1928 року.
З 1928 по 1931 рік — студент Дніпропетровського інституту інженерів залізничного транспорту. Після закінчення інституту працював викладачем, старшим викладачем, завідувачем кафедри будівельної механіки, заступником завідувача і завідувачем (деканом) факультету Дніпропетровського інституту інженерів залізничного транспорту.
У 1941 році — 2-й секретар Жовтневого районного комітету КП(б)У міста Дніпропетровська.
Під час німецько-радянської війни влітку 1941 року брав участь в евакуації промисловості міста Дніпропетровська в східні райони СРСР. У 1941—1942 роках працював виконробом, головою будівельного комітету на будівництві заводу феросплавів у місті Актюбинську Казахської РСР.
У серпні — жовтні 1942 року — секретар Актюбинського обласного комітету КП(б) Казахстану по промисловості. У жовтні — грудні 1942 року — начальник політичного відділу Актюбинського комбінату (заводу феросплавів) НКВС Казахської РСР. У грудні 1942 (офіційно з 14 березня 1943) — серпні 1943 року — секретар Актюбинського обласного комітету КП(б) Казахстану по промисловості. З серпня 1943 року — заступник секретаря Актюбинського обласного комітету КП(б) Казахстану по промисловості і завідувач відділу промисловості Актюбинського обласного комітету КП(б)К.
З вересня 1943 року — у розпорядженні ЦК КП(б)У.
У 1944 — лютому 1946 року — секретар Дніпропетровського міського комітету КП(б)У по кадрах.
У лютому (затв. у квітні) 1946 — липні 1950 року — секретар Одеського обласного комітету КП(б)У по кадрах.
З кінця липня 1950 до 31 серпня 1961 року — 1-й секретар Миколаївського обласного комітету КПУ.
15 вересня 1961 — грудні 1962 року — голова Комісії державного контролю Ради Міністрів Української РСР.
У грудні 1962 — березні 1966 року — 1-й заступник голови Комітету Партійно-державного контролю ЦК КПУ і РМ Української РСР.
31 березня 1966 — 26 листопада 1973 року — голова Комітету народного контролю Ради Міністрів Української РСР.
З листопада 1973 року — на пенсії в місті Києві.
Помер у вересні 1994 року. Похований на Байковому кладовищі Києва.

## Нагороди
- два ордени Леніна (27.08.1956, 26.02.1958)
- орден Трудового Червоного Прапора (22.03.1966)
- орден «Знак Пошани» (23.01.1948)
- орден Дружби народів (25.08.1976)
- медаль «За доблесну працю у Великій Вітчизняній війні 1941—1945 рр.»
- медалі